# Waldenburg (Saxe)
Pour les articles homonymes, voir Waldenbourg.
Ne doit pas être confondu avec Waldenbourg (Bade-Wurtemberg).
Waldenburg, ou Waldenbourg, est une ville de Saxe (Allemagne), située dans l'arrondissement de Zwickau, dans le district de Chemnitz.
Elle était le chef-lieu du territoire Waldenburg de la Maison de Schönburg.

## Personnalités liées à la ville
- Alfred Rehder (1863-1949), botaniste né à Waldenburg.
- Richard Perner (1876-1955), homme politique né à Waldenburg.